# سلفاموكسول
سولفاموكسول Sulfamoxole هو مضاد حيوي من زمرة السلفوناميدات.

## الاستعمال الطبي
سلفاموكسول هو المضاد الحيوي من السلفوناميد. السلفوناميدات هي المضادات الحيوية للجراثيم الاصطناعية مع مجموعة واسعة ضد معظم البكتريا موجبة الجرام والعديد من الكائنات الحية سلبية الغرام. ومع ذلك، فإن العديد من سلالات الأنواع الفردية قد تكون مقاومة. السلفوناميدات تمنع تكاثر البكتيريا التي تعمل المثبطات التنافسية،

## الجرعة
- المضغوطات: يعطى فمويا بجرعة 400ملغ من السولفاموكسول بالمشاركة مع 60ملغ من التريميتوبريم, في البداية مضغوطتين، ثم مضغوطة واحدة مرتين يوميا.
- المعلق: كل 5 مل تحتوي 200ملغ من السلفاموكسول و40ملغ تريميتوبريم, في البداية يعطى 20مل, ثم 10مل مرتين يوميا.

## آلية العمل
هو مثبط تنافسي لأنزيم dihydropteroate synthetase الجرثومي. حيث يعد هذا الأنزيم ضروري لاصطناع حمض بارا أمينو بنزويك الضروري بدوره لاصطناع حمض الفوليك.

## الآثار الجانبية
- غثيان وإقياء. إسهال.
- قلق، اكتئاب، هلوسات، التهاب سحايا، صداع، دوار
- ارتفاع في قيمة الأنزيمات البكبدية.[9]
- حساسية ضوئية. فرط حساسية جلدية.
- قصور درق.
- ارتفاع البوتاسيوم، انخفاض الصوديوم.
- يرقان صفراوي، التهاب معدة.
- آثار جانبية قاتلة: تأق، متلازمة ستيفين جونز, اضطرابات دموية مثل فقر الدم اللاتنسجي، تنخرات جلدية سامة.

## التداخلات الدوائية
- يزيد من السمية الدموية للآزيثيوبيرين والميثوتريكسات والبريميثيامين.
- يزيد من خطر ارتفاع بوتاسيوم الدم مع مثبطات الأنزيم المحول للأنجيوتنسين.
- يزيد من خطر انخفاض الصوديوم عند أخذه مع المدرات الحافظة للبوتاسيوم والمدرات الثيازيدية.
- يزيد خطر النزف مع الوارفارين.
- يزيد من خطر سمية الليثيوم.
- يزيد من المستويات المصلية للديجوكسين، لاميفودين، ستافودين، بروكاييناميد، فينتوئين، ريباغلانيد، روزيغليتازون، دوفيتيليد.
- ينقص من مستويات السيكلوسبورين.
- تداخل قاتل مع البريمثيامين وكلوزابين عن طريق زيداة حدوث اضطرابات دموية خطيرة.